# Суарес-и-Суарес, Мануэль
Мануэль Суарес-и-Суарес (исп. Manuel Suárez y Suárez, 23 марта 1896; Навия — 23 июля 1987; Мехико) — мексиканский предприниматель и покровитель искусств испанского происхождения. Он известен как создатель Казино-де-ла-Сельвы в Куэрнаваке, Отеля де Мехико и прилегающего Полифорума Сикейроса.

## Ранняя биография (1896–1919)
Мануэль Суарес-и-Суарес родился 23 марта 1896 года в Теифаросе, в 3 километрах от Навии, в испанской Астурии. Он был вторым сыном в семье из десяти человек. Его родители, Бальбина Суарес Родригес из Теифароса и Мануэль Суарес Фернандес из Лоредо, были двоюродными братом и сестрой. Семья занималась выращиванием картофеля и зерна, имела в собственности двух коров и осла. Мануэль Суарес-и-Суарес получил начальное образование в сельской школе, в то же время приобретя любовь к книгам. Старший брат Мануэля Хоакин перебрался в Мексику, чтобы работать на молочной ферме своего дяди Хоакина Родригеса-и-Гарсии Лоредо, но к моменту его приезда дядя скончался. Хоакин стал клерком в компании по оптовой торговце зерном «Casa Peral Alverde» и накопил средства, с помощью которых профинансировал поездку Мануэля в Мексику.
Весной 1911 года, в возрасте 15 лет, Мануэль эмигрировал в Мексику. Он был нанят «Casa Peral Alvede», его работа заключалась в поездках по северной и центральной Мексике в целях покупки урожая. В мае 1914 года Мануэль был захвачен повстанцами Панчо Вильи. Он чудом не был застрелен, но позднее был возведён в подполковники и служил в генеральном штабе Вильи почти год, прежде чем его отпустили обратно в Мехико. Дело братьев Суарес процветало, что позволило им вовлечь в него ещё трёх своих младших братьев. С 1918 по 1919 год Мануэль учился в школе коммерции в испанском Хихоне.

## Межвоенный период (1919–1942)
В 1919 году Мануэль и Хоаким Суарес покинули «Casa Peral Alverde» и основали продуктовый магазин «La Mexicana» в районе Мехико Ла Мерсед. В 1923 году Мануэль оставил и этот бизнес, после чего основал строительную компанию «Eureka» в партнерстве с сыном Плутарко Элиаса Кальеса, будущего президента Мексики. Позже он стал единственным владельцем этого бизнеса. Он заключал контракты на строительство зданий для властей мексиканских штатов (Juntas De Mejoras). Часть своего состояния Мануэль Суарес-и-Суарес нажил за счёт покупки земли по низкой цене в таких местах, как Акапулько, Ногалес, Веракрус, Мансанильо, Тихуана, Ларедо и Сьюдад-Хуарес, которые он позже продавал после того, как эти места переживали активное развитие.
Первый конституционный губернатор штата Морелос, Висенте Эстрада Кахигаль, разрешил компании «Hispanoamericana de Hoteles» строительство комплекса казино в Куэрнаваке. Она представляла собой консорциум мексиканских бизнесменов, поддержанный президентом Абелардо Родригесом. Суарес-и-Суарес выступал в качестве строительного подрядчика. Казино-де-ла-Сельва было открыто в 1931 году, вблизи железнодорожного вокзала. Ненадолго он стал самым роскошным баром в Америке, пока в 1934 году в Теуакане не был открыт отель Гарси-Креспо. Однако, его собственники не смогли выплатить свои долги государству и строителям. Суарес-и-Суарес был главным кредитором казино и стал его собственником в 1934 году. В том же году новый президент Мексики Ласаро Карденас вступил в должность. Одним из первых его декретов стал запрет азартных игр в Мексике, так как он видел в казино центр человеческих пороков. Суарес-и-Суарес сохранил свою собственность, но управлял ею исключительно как отелем.
Суарес-и-Суарес и валенсийский архитектор Хесус Марти Мартин основали компанию «Vías y Obras», которая строила объекты в портах Веракруса, Акапулько и других городов. В 1936 году Суарес-и-Суарес купил отель Мокамбо в Веракрусе. В том же году он отправился в Италию, чтобы купить оборудование для «Eureka». У него были проблемы с властями режима Муссолини, которые конфисковали крест с бриллиантами и жемчугом, купленный им для одной из своих дочерей. С тех пор Суарес-и-Суарес стал противником итальянского фашизма. Тем не менее, он поддерживал генерала Франсиско Франко поставками во время Гражданской войны в Испании. В 1936—1941 он занимался инвестициями в сахарные заводы в Соноре, Оахаке, Тепике и Синалоа.

## Годы процветания (1942–1966)
Во время Второй мировой войны (1939-1945) Мексика объявила войну на Странам оси в 1942 году. Суарес-и-Суарес способствовал развитию системы импортозамещения за счёт местного производства. Позднее он утверждал, что президент страны Мануэль Авила Камачо (1940-1946) трижды предлагал сделать его министром экономики, но он отказался на том основании, что бизнес должен быть отделён от политики. Суарес-и-Суарес был также близким другом президента Мексики, Мигеля Алемана Вальдеса (1946-1952), способствовавшего развитию туризма в государстве. Он любил искусство и способствовал карьерам современных художников, таких как Доктор Атль (Херардо Мурильо), Давид Альфаро Сикейрос, Хорхе Гонсалес Камарена, Хосе Рейес Меса, Франсиско Икаса и Жосеп Ренау.
Суарес-и-Суарес желал сделать Казино-де-ла-Сельву местом притяжения для интеллектуалов и художников. Он заказал различные произведения искусства для его стен и садов, наняв мексиканских и испанских художников, таких как Хосе Рейес Меса и Жосеп Ренау, для создания муралов, показывающих мексиканскую историю от доколумбового периода до современной эпохи. Фрески охватили площадь в 600 квадратных метров. Отель стал центром культурной жизни в Куэрнаваке и был посещаем художниками, писателями и политическими активистами.
В конце 1950-х годов строительная компания братьев Феликса, Антонио и Джулии Кандела возвела столовую, пристроенную к аудитории в Казино-де-ла-Сельве, и неконфессиональную часовню вместо фонтана у входа. Крыши у всех конструкций были раковинообразными. Архитектор Хуан Антонио Тонда, ученик Феликса Канделы, спроектировал ракушки и около 30 бунгало на южном участке и контролировал строительные работы. Позже часовня была преобразована в ночной клуб, «Club Jano», а затем в «Discoteca Mambo». Столовая, Салон часов (исп. Salón de los Relojes), имела крышу, образованную из пяти параболоидных секций с большими часами, висящими в центральной точке, где пересекались дуги, показывающие местное время для различных точек мира. Аудитория, примыкающая к столовой, имела единую гиперболическую параболоидную крышу и содержала мурал «La farándula» мексиканского художника Франсиско Икасы, отдающего дань немецкому драматургу Бертольту Брехту.

## Последние годы (1966–1987)
Суарес-и-Суарес открыл три ресторана в Мехико, а в 1966 году приступил к строительству «Gran Hotel de México» (ныне Всемирный торговый центр). Суарес задумал построить крупный деловой и туристический комплекс под названием «Mexico 2000», сосредоточенный вокруг огромного Отеля де Мехико. С 1970-х до своей смерти он вкладывал большую часть своей энергии в этот  проект, который в конечном итоге вышел из-под контроля.
Отель должен был стать самым большим в Америке: 237 метров высотой с 51 этажом и 1508 шестиугольными номерами, способными вместить 3 100 гостей. Панорамный лифт должен был перевозить одновременно 100 туристов, планировалось также, что будут работать и 19 других лифтов для обычных пассажиров, а также будет одна крытая и одна открытая панорамные террасы. Предполагалось вертодром оборудовать таможней. Должны были работать четыре кафетерия и шесть ресторанов, с вращающимся рестораном на верхнем этаже, пять приёмных, конференц-зал на 3000 человек, спиралевидный торговый центр площадью 2000 м², театр, музей и другие помещения. Здание было недостроено, когда Суарес умер, и оставалось незаконченным в течение многих лет.
На территории отеля был построен Полифорум Сикейрос, украшенный муралами художника Давида Альфаро Сикейроса. Он был начат в начале 1970-х годов и завершён до того, как Сикейрос умер в 1974 году. Снаружи здание представляет собой додекаэдр, а внутри — восьмиугольник. Оно было построено по проекту архитекторов Гильермо Росселя де ла Ламы, Рамона Микелы Хауреги и Хоакина Альвареса Ордонеса.
Суарес построил мастерскую для Сикейроса в Куэрнаваке (Ла Тальера), чтобы помочь ему работать максимально эффективно. Полифорум Сикейрос имеет 12 огромных наружных панелей, на которых находятся муралы Сикероса, изображающие «Марш человечества», показывая эволюцию от прошлого к настоящему и давая представление о будущем. Большинство других поверхностей здания были также окрашены Сикейросом, что делает его экстерьер самым большим муралом в мире. Большинство фресок для Полифорума были взяты из рисунков, которые Сикейрос сделал, находясь в тюрьме за свои революционные взгляды в 1960—1964 годах.

## Смерть и признание
Мануэль Суарес-и-Суарес умер в Мехико в 1987 году, в возрасте 91 года. Он был похоронен в пантеоне Санта-Крус-дель-Педрегаль.
Суарес-и-Суарес собрал коллекцию из около 4000 картин. В Музее фрески Диего Риверы хранятся 50 предметов из его огромной коллекции. Суарес-и-Суарес был женат дважды и имел двадцать детей: Мануэля, Серхио, Хосе, Хорхе, Мигеля Анхеля, Карлоса, Лилию, Ракель, Сильвию, Марисоля, Маргариту, Марикармен, Консепсьон, Альфредо, Маркоса, Мануэля, Анжелику, Беатрис, Эрнесто и Фернандо. В августе 1987 года было объявлено о том, что Hyatt предоставит 30 миллионов долларов Suárez Group для работ над первыми 400 номеров на десяти самых высоких этажах его отеля, который с того времени получил название «Hotel de México Hyatt». В конечном итоге Отель де Мехико был преобразован во Всемирный торговый центр, офисное здание, в 1995 году. В июле 2005 года Всемирный торговый центр был продан на аукционе за 58 миллионов долларов правительственным фондом «Bancario de Protección al Ahorro» (Fobaproa). Казино-де-ла-Сельва было снесено осенью 2002 года и заменено двумя большими гипермаркетами.